# Humboldt-Kalmar
Der Humboldt-Kalmar (Dosidicus gigas), auch Humboldtkalmar, Riesen-Pfeilkalmar oder Riesen-Flugkalmar, ist ein pelagischer Kopffüßer aus der Ordnung der Kalmare. Er ist die einzige Art der damit monotypischen Gattung Dosidicus.
Verbreitet ist er an der Pazifikküste Nord- und Südamerikas. Den Namen „Humboldt-Kalmar“ hat er vom Humboldtstrom, in dessen Gebiet er lebt. „Riesen-Flugkalmar“ (engl. jumbo flying squid) wird er wegen der Fähigkeit, sich aus dem Wasser zu katapultieren, genannt.

## Merkmale
Dosidicus gigas ist mit einer Gesamtlänge von bis zu 2,5 m, einer Mantellänge von 1,2 m und einem Gewicht von bis zu 50 kg die größte Art in der Familie Ommastrephidae. Er vertritt anatomisch das typische Bild der Kalmare. Seine Tube ist, wie die Tuben der anderen Vertreter dieser Ordnung, länglich und besitzt zwei seitliche Flossen. In der Tube befindet sich kein harter Schulp, sondern lediglich eine dünne, biegsame Chitinstange, der Gladius. Von seinen 10 Armen sind 2 als besondere Fangarme (Tentakeln) ausgebildet, die sich schnell ausfahren lassen, um Beutetiere auch aus gewisser Entfernung zu ergreifen. Die Arme tragen 100 bis 200 Paare an Saugnäpfen, die einen Ring mit kleinen Zähnen beinhalten. Die keulenartig verdickten Enden der Tentakel sind mit 49 bis 58 Reihen von Saugnäpfen besetzt. Bei den größten Saugnäpfen der Tentakel sind vier Zähne, jeweils ein Zahn in jedem Quadranten, größer ausgebildet.
Humboldt-Kalmare haben einen harten scharfen Schnabel, mit dem sie die Schalen von Krabben aufbrechen können. Der 3–7 cm lange Schnabel besteht aus Chitin, ist am proximalen (zum Körperzentrum hin gelegen) Ende transparent bis weißlich und geht zum distalen Ende ins Schwarze über.
Die rote Färbung gefangener Tiere kommt von speziellen Farbzellen (Chromatophoren) in der Haut, mit der sie sich vor Jägern tarnen, da diese meist kein Rot erkennen können. Ebenfalls typisch für Tintenfische ist die namensgebende Tinte, die im Tintenbeutel produziert und bei Gefahr als sichtraubende Wolke durch den Siphon auf den Gegner abgegeben wird.

## Verbreitung
Dosidicus gigas ist ein Endemit des östlichen Pazifik, insbesondere der produktiven Gewässer des Humboldt- und des Kalifornienstromes sowie des Costa Rica Dome. Nach Westen erstreckt sich das Verbreitungsgebiet bis 140° West, wo die beiden Meeresströmungen zusammentreffen.

## Lebensweise und Lebensraum
Nur wenige Kalmare werden so groß wie der Humboldt-Kalmar. Der Riesenkalmar in der Tiefsee sowie der Kolosskalmar der antarktischen Tiefsee sind zwar wesentlich größer, dafür verbringen sie aber ihr Leben in den tieferen Zonen der Meere. Der Humboldt-Kalmar hingegen bewohnt neben den tieferen Zonen des Meeres – er kommt bis in eine Tiefe von 1200 m vor – auch die oberflächennahen neritischen Zonen. Den hellen Tag verbringt die Art in Tiefen von mehr als 250 m, in der Nacht sucht sie Nahrung im oberflächennahen Wasser und unternimmt dabei oft Vertikalwanderungen von der Oberfläche in die Tiefe.
Humboldt-Kalmare sind große und aggressive Tiere, Kannibalismus tritt häufig auf. Versuche von Humboldt-Kalmaren, ihre Artgenossen anzugreifen oder sogar zu verspeisen, sind unter anderem durch Filmmaterial belegt. Ebenfalls ist der Humboldt-Kalmar durch seine auffallend rote Färbung berühmt, die bei Aggression in ein rot-weißes Blinken übergeht. Durch das Ausstoßen einer Tintenwolke kann der Tintenfisch den Gegner einnebeln, um genug Zeit zur Flucht zu gewinnen oder sogar den Feind zu verscheuchen. Trotz des Kannibalismus leben Humboldt-Kalmare in Schwärmen und jagen auch zusammen. Dabei kommunizieren und kooperieren sie miteinander. Ihre Kommunikation ist erstaunlich komplex. Sie erfolgt über visuelle Farbsignale auf ihrer Haut, besonders zwischen den Augen und an den Rändern der Flossen. Videoaufnahmen von insgesamt 30 Humboldt-Kalmaren, die Wissenschaftler mithilfe von Unterwasserrobotern im Golf von Kalifornien erstellt haben, zeigen detailreiche und komplexe farbige Zeichen, mit denen die Tiere präzise Nachrichten übermitteln könnten. Die Darstellung der Zeichen geschieht über Leuchtorgane in der Haut, die die darüber liegenden Farbmuster illuminieren, ähnlich wie die Buchstaben bei einem E-Book-Reader durch das Hintergrundlicht dargestellt werden. Mit diesen Fähigkeiten sind Humboldt-Kalmare ein Beispiel für die Intelligenz von Kopffüßern.
Humboldt-Kalmare sind gefräßig und wachsen extrem schnell. Allerdings endet ihr Leben, genau wie das der meisten Kopffüßer, nach nur 1 bis 2 Jahren. In dieser Zeit ist der Kalmar aber von 1 mm Mantellänge auf eine Mantellänge von 1 m gewachsen. Die Kalmare ernähren sich von tierischer Kost, wobei sie als Jungtiere vor allem Zooplankton, als ausgewachsene Tiere Fische wie Sardellen, Sardinen, Makrelen und Laternenfischartige sowie Krebstiere und andere Wirbellose fressen. Sie selbst sind die Beute von Fischen, Meeressäugern und Vögeln.

## Kalmare und Menschen
Aufgrund ihrer Größe und ihres spektakulären Aussehens werden Kalmare gelegentlich von Sportfischern gefangen. Zudem werden sie aber auch kommerziell gefischt und gelangen dann außer auf (latein)amerikanische Märkte auch auf europäische, z. B. in Spanien, Russland und Frankreich. Die wichtigsten Fangplätze für Humboldt-Kalmare sind die Pazifikküsten vor Chile und Peru und der Golf von Kalifornien. Die Fangmenge betrug 2006 bis 2010 zwischen 642.000 und 895.000 Tonnen pro Jahr. Zum Fang der Kalmare wird mit Lampen ins Wasser geleuchtet (kleine, grelle Lichter ziehen Tintenfische an), dann werden die Kalmare, die nun in Schwärmen um das Fischerboot versammelt sind, mit Netzen oder an Leinen, an denen sogenannte Squid Jigs angebracht sind, aus dem Meer gezogen.
Beim Fang an Angeln muss man beim Lösen des Squid Jigs in der Nähe der Mundöffnung vorsichtig vorgehen, da der kräftige Schnabel einem unvorsichtigen Fischer Verletzungen bis zum Verlust eines Fingers zufügen kann. Aufgrund der bedrohlich erscheinenden Größe haben die Humboldt-Kalmare in manchen Ländern entsprechende Bezeichnungen, etwa diablo rojo (spanisch: roter Teufel). Es ist bekannt, dass große, aggressive Gruppen von Humboldt-Kalmaren Taucher oder ins Wasser gefallene Fischer attackierten, es gibt mehrere bestätigte Todesfälle.

## Massensterben
Im Februar 2019 wurden an verschiedenen Stränden in der Región de Atacama (u. a. an der Playa Bahía Inglesa) in Chile etwa 60.000 tote Humboldtkalmare angeschwemmt. Gleichzeitig wurden an anderen Stränden in der Region ein Massensterben von Sardellen und Sardinen beobachtet. Über die Ursache des Massensterbens ist bisher nichts bekannt.